# 阿尔内 (姓)
阿尔内，是主要使用于芬兰和爱沙尼亚的芬兰语和爱沙尼亚语姓。以下知名人物使用此姓：
- 安蒂·阿尔内（1867年12月5日－1925年2月5日），芬兰民俗学家、教授。